# Integrace per partes
Integrace per partes (integrace po částech) se používá pro integrování součinu funkcí. Tato metoda je založena na větě o derivaci součinu:
{\displaystyle (uv)^{\prime }=u^{\prime }v+uv^{\prime }}
Uplatněním této věty na podmínky pro integrál vzniknou následující vzorce:
{\displaystyle \int (uv)'\,\mathrm {d} x=\int (u'v)\,\mathrm {d} x+\int (uv')\,\mathrm {d} x}
{\displaystyle uv=\int (u'v)\,\mathrm {d} x+\int (uv')\,\mathrm {d} x}
Úpravou druhé rovnice vznikne metoda integrace označovaná per partes:
{\displaystyle \int (uv')\,\mathrm {d} x=uv-\int (u'v)\,\mathrm {d} x}
Druhý vztah získáme pouhou záměnou {\displaystyle u\leftrightarrow v}.
Vztah pro integraci po částech bývá také vyjadřován pomocí diferenciálu jako
{\displaystyle \int u\,\mathrm {d} v=uv-\int v\,\mathrm {d} u}
Metoda per partes je vhodná pro integrování součinu funkcí. Při hledání integrálu lze metodu per partes použít opakovaně.

## Per partes pro neurčitý integrál

### Věta
Nechť {\displaystyle u(x)} a {\displaystyle v(x)} mají v intervalu {\displaystyle (a,b)} spojitou první derivaci. Potom v intervalu {\displaystyle (a,b)} platí:

{\displaystyle \int u'v\,\mathrm {d} x=uv-\int uv'\,\mathrm {d} x{\mbox{.}}}

### Příklady
- {\displaystyle \int (x\cdot \cos x)\,\mathrm {d} x=x\cdot \sin x-\int \sin x\,\mathrm {d} x=x\cdot \sin x+\cos x+C}, kde bylo použito {\displaystyle u=x,v^{\prime }=\cos x}
- Pro nalezení {\displaystyle \int x^{2}\sin x\,\mathrm {d} x} položíme {\displaystyle u=x^{2},v=\sin x}, takže dostaneme {\displaystyle \int x^{2}\sin x\,\mathrm {d} x=-x^{2}\cos x+2\int x\cos x\mathrm {d} x}. Pro řešení získaného integrálu použijeme opět metodu per partes, přičemž položíme {\displaystyle u=x,v^{\prime }=\cos x}, tzn. {\displaystyle \int x\cos x\mathrm {d} x=x\sin x-\int \sin x\mathrm {d} x=x\sin x+\cos x}. Dosazením pak získáme konečný výsledek {\displaystyle \int x^{2}\sin x\mathrm {d} x=-x^{2}\cos x+2(x\sin x+\cos x)+C}

### Rychlá výpočetní metoda per partes
Rychlá výpočetní metoda není rozšířením metody per partes.
Jedná se o mnemotechnickou pomůcku usnadňující zapamatování postupu výpočtu, jeho zpřehlednění
a následně usnadní i kontrolu.
Formálně je možné metodu naznačit následovně:

{\displaystyle \int u(x)v''(x)\,\mathrm {d} x={\begin{array}{|ccc|}Derivace&&Integrace\\\hline \color {green}{u(x)}&&v''(x)\\&\color {green}{+ \atop \searrow }&\\\color {blue}{u'(x)}&&\color {green}{v'(x)}\\&\color {blue}{- \atop \searrow }&\\\color {red}{u''(x)}&&\color {blue}{v(x)}\\&\color {red}{\longrightarrow  \atop {+\int }}&\\\end{array}}=\color {green}{\,+u(x)v'(x)}\color {blue}{\,-u'(x)v(x)}\color {red}{\,+\int u''(x)}\color {blue}{v(x)}\color {red}{\,\mathrm {d} x}}
Při integraci součinu dvou funkcí se vytvoří dvousloupcová tabulka, kde se v prvním sloupci derivuje jeden z činitelů a ve druhém sloupci se integruje druhý. V každém kroku (řádku) tabulky si klademe otázku, zda jsme schopni integrovat součin na daném řádku. Pokud ne, vytvoří se další řádek. Pokud ano, doplní se šipky
( {\displaystyle \textstyle {+ \atop \searrow }\,\textstyle {- \atop \searrow }\,\textstyle {+ \atop \searrow }\,\textstyle {- \atop \searrow }\,\textstyle {+ \atop \searrow }\,\dots } ) a zapíše výsledek.

#### Příklady použití
A) Klasické použití rychlé metody per partes (čtyřnásobné):

{\displaystyle \int x^{3}\mathrm {e} ^{x}\,\mathrm {d} x={\begin{array}{|ccc|}D&&I\\\hline x^{3}&&\mathrm {e} ^{x}\\&{+ \atop \searrow }&\\3x^{2}&&\mathrm {e} ^{x}\\&{- \atop \searrow }&\\6x&&\mathrm {e} ^{x}\\&{+ \atop \searrow }&\\6&&\mathrm {e} ^{x}\\&{- \atop \searrow }&\\0&&\mathrm {e} ^{x}\\&{\longrightarrow  \atop {+\int }}&\\\end{array}}=x^{3}\mathrm {e} ^{x}-3x^{2}\mathrm {e} ^{x}+6x\mathrm {e} ^{x}-6\mathrm {e} ^{x}+C}
B) Zacyklení v případech integrace součinu exponenciálních a goniometrických funkcí:

{\displaystyle \underbrace {\int \mathrm {e} ^{x}\sin x\,\mathrm {d} x} _{\color {green}{K}}={\begin{array}{|ccc|}D&&I\\\hline \mathrm {e} ^{x}&&\sin x\\&{+ \atop \searrow }&\\\mathrm {e} ^{x}&&-\cos x\\&{- \atop \searrow }&\\\mathrm {e} ^{x}&&-\sin x\\&{\longrightarrow  \atop {+\int }}&\\\end{array}}=-\mathrm {e} ^{x}\cos x+\mathrm {e} ^{x}\sin x-\underbrace {\int \mathrm {e} ^{x}\sin x\,\mathrm {d} x} _{\color {green}{K}}}
tj. {\displaystyle \quad {\color {green}{K}}=-\mathrm {e} ^{x}\cos x+\mathrm {e} ^{x}\sin x-{\color {green}{K}}\qquad \Longrightarrow \qquad {\color {green}{K}}={\frac {1}{2}}\mathrm {e} ^{x}\left(\sin x-\cos x\right)+C}
C) Rozšíření na součin v případech, kdy má smysl pracovat s derivací integrandu:

{\displaystyle \int \ln x\,\mathrm {d} x=\int 1\cdot \ln x\,\mathrm {d} x={\begin{array}{|ccc|}D&&I\\\hline \ln x&&1\\&{+ \atop \searrow }&\\{\frac {1}{x}}&&x\\&{\longrightarrow  \atop {-\int }}&\\\end{array}}=x\ln x-\int {\frac {1}{x}}\cdot x\,\mathrm {d} x=x\ln x-x+C}
{\displaystyle \int {\mbox{arctg }}x\,\mathrm {d} x=\int 1\cdot {\mbox{arctg }}x\,\mathrm {d} x={\begin{array}{|ccc|}D&&I\\\hline {\mbox{arctg }}x&&1\\&{+ \atop \searrow }&\\{\frac {1}{1+x^{2}}}&&x\\&{\longrightarrow  \atop {-\int }}&\\\end{array}}=x\,{\mbox{arctg }}x-\int {\frac {x}{1+x^{2}}}\,\mathrm {d} x=x\,{\mbox{arctg }}x-{\frac {1}{2}}\ln(1+x^{2})+C}

### Užití per partes k odvození vzorců

#### Primitivní funkce
{\displaystyle {\begin{array}{ll}\displaystyle \int e^{\alpha x}\cos \omega x\,\mathrm {d} x&=\displaystyle {\frac {e^{\alpha x}(\omega \sin \omega x+\alpha \cos \omega x)}{\alpha ^{2}+\omega ^{2}}}+C\\\displaystyle \int e^{\alpha x}\sin \omega x\,\mathrm {d} x&=\displaystyle {\frac {e^{\alpha x}(\alpha \sin \omega x-\omega \cos \omega x)}{\alpha ^{2}+\omega ^{2}}}+C,\quad C\in \mathbb {R} \end{array}}}
atd. {\displaystyle \quad \dots \quad }  

#### Rekurentní vzorce
{\displaystyle {\begin{array}{lcl}\displaystyle \int \cos ^{n}x\,\mathrm {d} x=J_{n}&\quad {\mbox{potom}}\quad &J_{n+2}=\,\,{\frac {1}{n+2}}\,\cos ^{n+1}x\,\sin x\,+\,{\frac {n+1}{n+2}}\,J_{n}\\\displaystyle \int \sin ^{n}x\,\mathrm {d} x=J_{n}&{\mbox{potom}}&J_{n+2}=-{\frac {1}{n+2}}\sin ^{n+1}x\,\cos x\,+\,{\frac {n+1}{n+2}}\,J_{n}\\\displaystyle \int {\frac {\mathrm {d} x}{(1+x^{2})^{n}}}=J_{n}&{\mbox{potom}}&J_{n+1}=\,\,{\frac {1}{2n}}\left(\;{\frac {x}{(1+x^{2})^{n}}}+(2n-1)\,J_{n}\;\right)\end{array}}}
atd. {\displaystyle \quad \dots \quad }  

## Per partes pro určitý integrál

### Věta
Nechť {\displaystyle u(x)} a {\displaystyle v(x)} mají v intervalu {\displaystyle \langle a,b\rangle } spojitou první derivaci. Potom v intervalu {\displaystyle \langle a,b\rangle } platí:

{\displaystyle \int _{a}^{b}u'v\,\mathrm {d} x=\left[uv\right]_{a}^{b}-\int _{a}^{b}uv'\,\mathrm {d} x{\mbox{.}}}
Zápis {\displaystyle \left[uv\right]_{a}^{b}} je zápis použitý v Newton-Leibnizově vzorci pro výpočet
Newtonova určitého integrálu.

### Příklad
{\displaystyle \int _{0}^{\pi }(x\cdot \sin x)\,\mathrm {d} x={\bigl [}-x\cdot \cos x{\bigr ]}_{0}^{\pi }+\int _{0}^{\pi }\cos x\,\mathrm {d} x=\pi }, kde bylo použito {\displaystyle u=x}, {\displaystyle v^{\prime }=\sin x}

### Rychlá výpočetní metoda per partes
{\displaystyle \int _{0}^{\pi }x^{3}\sin x\,\mathrm {d} x={\begin{array}{|ccc|}D&&I\\\hline x^{3}&&\sin x\\&{+ \atop \searrow }&\\3x^{2}&&-\cos x\\&{- \atop \searrow }&\\6x&&-\sin x\\&{+ \atop \searrow }&\\6&&\cos x\\&{- \atop \searrow }&\\0&&\sin x\\&{\longrightarrow  \atop {+\int }}&\\\end{array}}={\Bigl [}-x^{3}\cos x+3x^{2}\sin x+6x\cos x-6\sin x+C{\Bigr ]}_{0}^{\pi }=\pi ^{3}-6\pi }